# Journal of Anatomy
Journal of Anatomy (originalmente entre 1867 y 1916 conocida como Journal of Anatomy and Physiology) es una revista científica revisada por pares publicada por Blackwell Publishing en nombre de la Sociedad Anatómica de Gran Bretaña e Irlanda .
Según Journal Citation Reports , la revista tiene un factor de impacto de 2,638 en 2018, lo que la ubica en el cuarto lugar entre 21 revistas en la categoría "Anatomía y morfología".

## Métricas de revista
2022
- Web of Science Group : 2,61
- Índice h de Google Scholar: 123
- Scopus: 3,032